# Kabunderan
Kabunderan is een bestuurslaag in het regentschap Purbalingga van de provincie Midden-Java, Indonesië. Kabunderan telt 1074 inwoners (volkstelling 2010).